# Église Notre-Dame de Cricqueville-en-Bessin
Pour les articles homonymes, voir Église Notre-Dame.
L'église Notre-Dame est une église catholique située à Cricqueville-en-Bessin, en France.

## Localisation
L'église est située dans le département français du Calvados, au centre du territoire de Cricqueville-en-Bessin.

## Historique
L'édifice est classé au titre des Monuments historiques depuis le 23 septembre 1911.